# Слободзинский, Георгий Николаевич
Георгий Николаевич Слободзинский (2 июня 1896, Санкт-Петербург — 17 мая 1967, Париж) — художник и график русского зарубежья, офицер РИА, участник Первой мировой и Гражданской войны, подпоручик Корниловского полка, выпускник Сорбонны.
Брат скульптора Н. Н. Гронской.

## Биография
Родился 2 июня 1896 года[по какому календарю?] в Санкт-Петербурге в дворянской семье. Отец — инженер путей сообщения, действительный статский советник Николай Николаевич Слободзинский, мать — Анна Георгиевна, урождённая Михайловская.
Первоначально учился в гимназии Карла Мая. После второго класса, в связи с переездом семьи, перевёлся и окончил в 1915 году гимназию Н. В. Дмитриева. В тот же год поступил на экономическое отделение Петроградского политехнического института. Добровольцем («Охотником») вступил в армию, направлен в Первую Петергофскую школу прапорщиков, которую окончил в 1916 году. Воевал на Румынском фронте, получил тяжёлое ранение. Октябрьскую революцию не принял. Присоединился к Вооружённым Силам Юга России, стал подпоручиком в Корниловском полку. После разгрома Белого движения в 1920 году эмигрировал сначала в Югославию, а с 1923 года во Францию. В результате ранений, полученных на фронте, и несчастного случая на производстве, оставшуюся жизнь передвигался с помощью костылей.
Окончил юридический факультет Сорбонны (специализация — русское право). Увлёкся живописью, писал преимущественно виды Парижа (в первую очередь — Латинский квартал) и исторические сюжеты. В 1937 году выполнил работы по декору Свято-Николаевского храма в Булонь-Бийанкур под Парижем. Принимал активное участие в работе Парижского отделения Объединения Санкт-Петербургских политехников, являлся членом Братства Святой Троицы в Париже. В 1945, 1946 и 1948 годах выставлял свои работы в Медонских салонах, участвовал в Парижском салоне «Свободное искусство». С 1948 по 1966 год принимал участие в выставках Салона Независимых. В 1962 году с успехом прошла персональная выставка Слободзинского «Старый Париж» в галерее на набережной Гран-Огюстен. В 1966 году картины и пастели художника представлялись в музеях Мёдона и городов графства Булонь.
Умер 17 мая 1967 года в  Булонь-Бийанкур из-за случившегося незадолго до этого инсульта, произошедшего в церкви во время богослужения в церкви. Похоронен на кладбище Сент-Женевьев-де-Буа.
В 1970 году в Париже в салоне «Независимых» состоялась посмертная выставка художника.